# Petrohrad (zámek)
Petrohrad je zámek ve stejnojmenné vesnici v okrese Louny. Postaven byl ve druhé polovině sedmnáctého století, ale dochovaná podoba je výsledkem mnoha pozdějších přestaveb a úprav. Zámek není přístupný, protože ho od druhé poloviny dvacátého století využívá psychiatrická léčebna. Od roku 1964 je chráněn jako kulturní památka.

## Historie
Původním panským sídlem petrohradského panství byl gotický hrad nad vesnicí. Poté, co v polovině šestnáctého století zpustl, si nechal Jaroslav Libštejnský z Kolovrat okolo roku 1560 postavit na jihozápadním okraji vesnice renesanční zámek. Po Jaroslavově smrti roku 1595 Petrohrad zdědil Jaroslav mladší Libštejnský z Kolovrat. Ten zemřel roku 1619, a přestože své jmění odkázal manželce a synům, byly dvě třetiny jeho majetku zabaveny za to, že se zúčastnil stavovského povstání. K petrohradskému panství odhadnutému na 55 955 kop míšeňských tehdy patřily zámek se dvorem, tři části městečka Jesenice, Chlumčany, Chotěšov, Černčice, Bílenec, Krty, Drahouš, Bukov a Vrbice. Vše koupil v roce 1622 Heřman Černín z Chudenic.

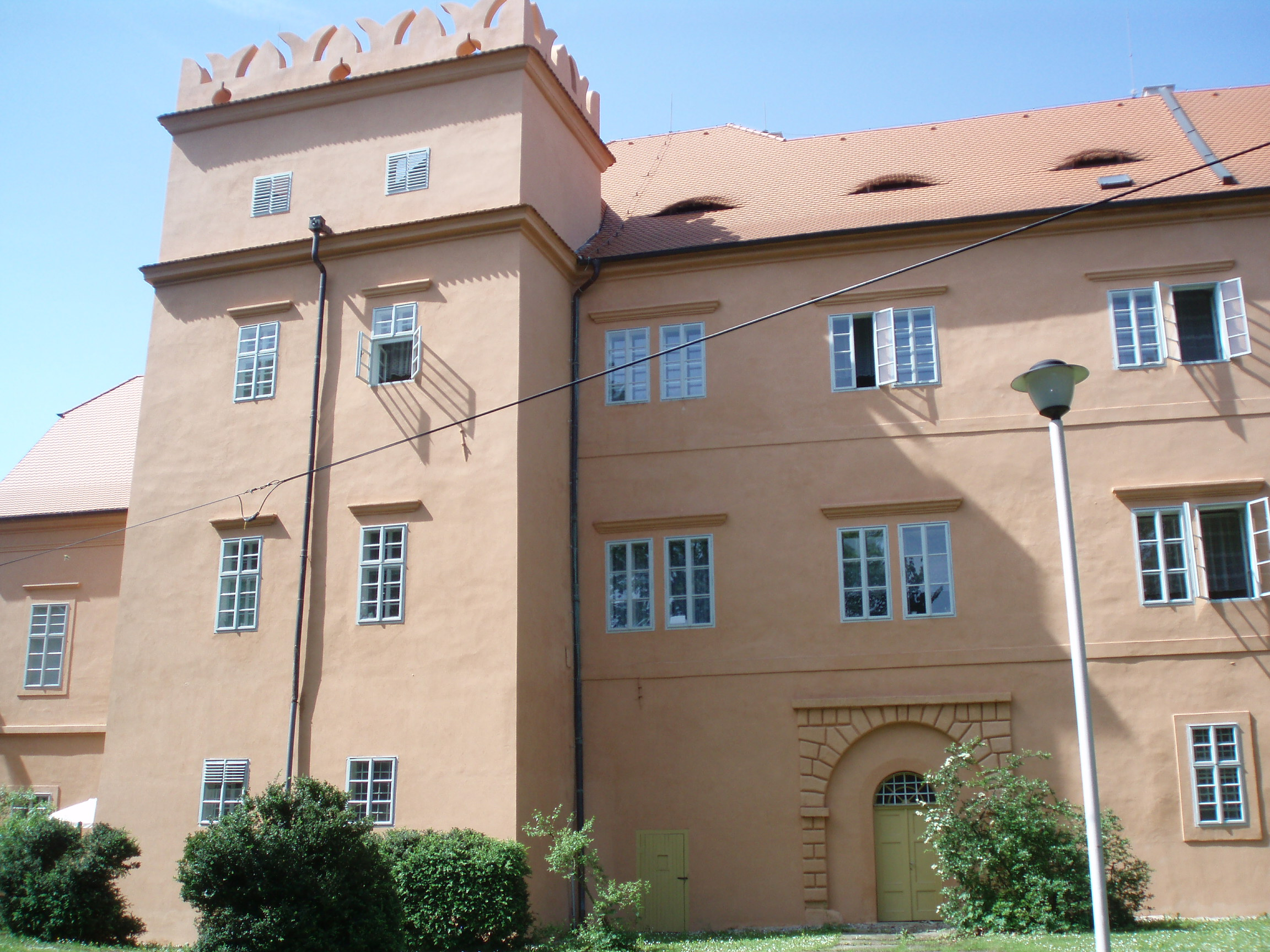
Renesanční věž

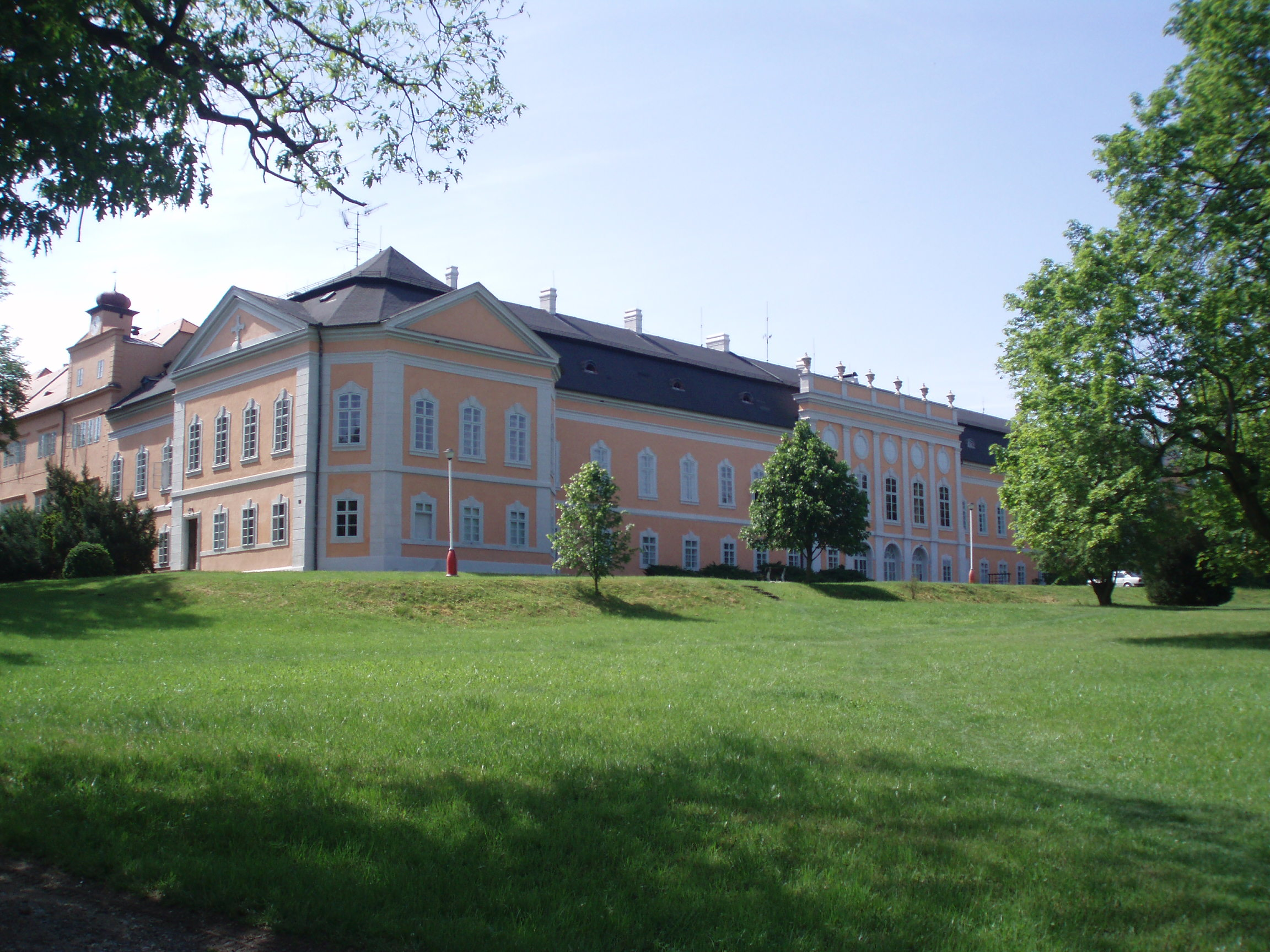
Nároží

Na počátku třicetileté války byl zámek vypálen. Roku 1651 zámek zdědil Heřmanův synovec Humprecht Jan Černín, který nechal provést poválečné stavební úpravy, a po něm panství v letech 1682–1710 převzal jeho syn Heřman Jakub Černín. Za něj byl zámek v letech barokně přestavěn podle projektu architekta Giovanniho Alliprandiho. V barokních úpravách zámku pokračoval také jeho syn František Josef Černín a v letech 1747–1752 vnuk Vojtěch Černín.
Na konci osmnáctého století nechal Jan Rudolf Černín založit mezi zámkem a zříceninou hradu rozsáhlý anglický park. Evžen Černín roku 1864 přesunul pivovar z jižního zámeckého křídla do samostatného objektu navrženého architektem Josefem Zítkem a na místě původního vybudovat obytné místnosti. Roku 1915 zámek vyhořel, ale byl opraven. Černínům patřil až do roku 1945, kdy ho převzal stát a byla v něm zřízena psychiatrická léčebna.

## Stavební podoba
Trojkřídlý patrový zámek na půdorysu ve tvaru písmenu U se otevírá do čestného dvora. Severovýchodní křídlo je renesanční, zbylá dvě barokní. V průčelí severovýchodního křídla stojí dvoupatrová věž s polopatrem a štítem zakončeným „vlaštovčími ocásky“. Vedle věže se nachází zazděný půlkruhový bosovaný portál. Na protější straně budovy upravené v novogotickém a novorenesančním slohu a obrácené do nádvoří stojí arkýř na hranolové noze. Před hlavní průčelí severovýchodního křídla je na nádvorní straně předsazen pětiosý rizalit členěný vysokými pilastry a zdobený atikou s vázami. Před průčelí středního traktu předstupuje sedmiosý rizalit, do jehož patra vede dvouramenné schodiště zdobené vázami. Nad prostředními třemi okny se zdvihá tympanon. V jednom z nároží se nachází zámecká kaple svatého Vavřince, která vznikla úpravou obytných pokojů v první polovině devatenáctého století.

## Přístup
Okolo zámku vede červeně značená turistická trasa z Černčic do Rabštejna nad Střelou, Žlutic a Bochova.